# Marcelino Oreja Aguirre
Marcelino Oreja Aguirre, I markiz de Oreja (ur. 13 lutego 1935 w Madrycie) – hiszpański i baskijski polityk, prawnik oraz dyplomata, parlamentarzysta krajowy i europejski, minister spraw zagranicznych Hiszpanii w pierwszych latach demokratyzacji (1976–1980), od 1984 do 1989 sekretarz generalny Rady Europy, w latach 1994–1999 członek Komisji Europejskiej.

## Życiorys
Studiował prawo na Uniwersytecie w Salamance, doktoryzował się na Uniwersytecie Complutense w Madrycie. Kształcił się również na uczelniach w Bonn i Londynie, w Haskiej Akademii Prawa Międzynarodowego oraz w szkole dyplomatycznej Escuela Diplomática.
Od 1960 pracownik ministerstwa spraw zagranicznych, w latach 1962–1970 był dyrektorem gabinetu technicznego MSZ. Uzyskiwał kolejne rangi dyplomatyczne (do ambasadora w 1980). Pracował także w Escuela Diplomática, od 1968 jako zastępca dyrektora tej placówki. Na początku lat 70. był profesorem prawa międzynarodowego na Uniwersytecie Complutense w Madrycie i dyrektorem do spraw stosunków międzynarodowych w Banku Hiszpanii. Wszedł też wówczas w skład frankistowskiego parlamentu jako przedstawiciel prowincji Guipúzcoa. Działał w Grupo Tácito, zespole tworzonym przez intelektualistów, dziennikarzy i polityków, którzy opracowywali program demokratyzacji kraju.
W 1974 objął stanowisko sekretarza stanu w ministerstwie informacji i turystyki, a w 1975 tożsame stanowisko w MSZ. W lipcu 1976 premier Adolfo Suárez powierzył mu urząd ministra spraw zagranicznych, który sprawował do września 1980. W tym okresie Hiszpania podpisała Powszechną Deklarację Praw Człowieka, dołączyła do Rady Europy i unormowała stosunki dyplomatyczne m.in. z ZSRR.
W 1977 król Jan Karol I powołał go w skład Senatu. W 1979, 1982 i 1993 Marcelino Oreja Aguirre uzyskiwał mandat posła do Kongresu Deputowanych. W 1980 mianowany przedstawicielem rządu hiszpańskiego w Kraju Basków, którym był do 1982. Działał początkowo w Unii Demokratycznego Centrum, w 1983 dołączył do Sojuszu Ludowego, z którym przystąpił później do Partii Ludowej. Pod koniec lat 80. był wiceprzewodniczącym tej formacji. W latach 1984–1989 zajmował stanowisko sekretarza generalnego Rady Europy. W latach 1989–1993 zasiadał w Parlamencie Europejskim III kadencji.
W 1994 wszedł w skład Komisji Europejskiej Jacques’a Delorsa jako komisarz ds. energii i transportu. Pozostał również członkiem działającej w latach 1995–1999 KE pod kierownictwem Jacques’a Santera, pełniąc w niej funkcję komisarza ds. stosunków instytucjonalnych. Po wycofaniu się z działalności politycznej do 2005 stał na czele rady dyrektorów koncernu budowlanego Fomento de Construcciones y Contratas.
Odznaczony m.in. orderami hiszpańskimi, niemieckimi i francuskimi. W 2010 otrzymał tytuł markiza.